# Élections municipales de 1974 dans la région de Montréal
Les élections municipales québécoises de 1974 se déroulent en automne 1974 à des dates variables selon les municipalités. Elles permettent d'élire les maires et les conseillers de chacune des municipalités locales du Québec.

## Montréal

### Montréal[1]
| Partis                        | Partis                     | Candidats pour la mairie | Vote    | %     |
| ----------------------------- | -------------------------- | ------------------------ | ------- | ----- |
|                               | Parti civique              | Jean Drapeau (Sortant)   | 149 643 | 55,07 |
|                               | Rassemblement des citoyens | Jacques Couture          | 106 217 | 39,09 |
|                               | Démocratie Montréal        | Jacques Brisebois        | 10 557  | 3,88  |
|                               | Indépendant                | Patricia Métivier        | 3 114   | 1,15  |
|                               | Ligue socialiste ouvrière  | Paul Kouri               | 2 218   | 0,82  |
| Taux de participation : n/d % |                            |                          |         |       |

### Montréal-Nord[2]
| Candidats pour la mairie | Vote   | %     |
| ------------------------ | ------ | ----- |
| Yves Ryan (Sortant)      | 14 824 | 90,12 |
| Paul Rochon              | 1 625  | 9,88  |